# Thomas Rabe (manager)
Cet article concerne le manager allemand. Pour le professeur allemand, voir Thomas Rabe. Pour les articles homonymes, voir Rabe.
Thomas Rabe, né le 6 août 1965 au Luxembourg, est un manager allemand. Il fut nommé au conseil d’administration de Bertelsmann en 2006 et en devint le président-directeur général en 2012,. Sous sa direction, le groupe s’internationalisa, renforça son offre numérique et se diversifia,. Il mit en particulier l’accent sur les secteurs des droits musicaux et de l’enseignement.

## Origines
Né en 1965 au Luxembourg, Rabe grandit à Bruxelles,. Son père y travailla à partir de 1968 comme fonctionnaire de la Communauté européenne du charbon et de l'acier. Il fréquenta l’École européenne et durant sa jeunesse, il fit partie d’un groupe de punk en tant que bassiste. Après son baccalauréat, Rabe étudia jusqu’en 1989 les sciences économiques à l'Université technique d'Aix-la-Chapelle, RWTH Aachen, ainsi qu’à l’Université de Cologne. En 1995, le diplômé d’études commerciales obtint son doctorat avec une thèse intitulée « Libéralisation et dérégulation du marché intérieur de l’Union européenne pour les assurances ».
Rabe parle l’allemand, l’anglais, le français, le néerlandais et l’espagnol. Il vit à Gütersloh ainsi qu’à Berlin avec son épouse, qui est médecin,.
Il est membre de la fraternité étudiante catholique AV Hansea-Berlin zu Köln.

## Carrière
Rabe entra dans la vie professionnelle au sein de la Commission européenne à Bruxelles. À partir de 1989, il travailla pour la Direction générale Institutions financières et Droit des Sociétés. Un an plus tard, il accompagna son supérieur au cabinet d’avocats Forrester, Norall & Sutton, qui appartient aujourd’hui au cabinet White & Case. Il s’occupait de clients venant de l’Union européenne, des États-Unis et du Japon. En 1991, Rabe fut employé par l’agence Treuhand à Berlin. Dans le cadre de cette activité, il était notamment responsable de la privatisation des biens du ministère de la Sécurité d’État (Stasi) et de l’Armée populaire nationale de l'ancienne RDA. En 1993, il fut promu chef du service Contrôle de gestion. En tant que chef du service Acquisitions de la société holding Beteiligungsgesellschaft Neue Länder de la fédération des banques allemandes, Rabe contribua par la suite à investir 400 millions de marks dans des entreprises est-allemandes. Après sa promotion, Rabe débuta en 1996 comme chef de bureau du président-directeur général du prestataire de services financiers luxembourgeois Cedel International,. Il y occupa plusieurs postes avant d’être nommé directeur financier en 1998. Durant les années suivantes, il prépara la fusion de Cedel International avec Deutsche Börse Clearing, laquelle donna naissance à Clearstream.
En 2000, Rabe quitta son poste pour devenir directeur financier du RTL Group. Il assuma aussi le rôle de responsable de la stratégie ainsi que des activités radiophoniques et télévisuelles luxembourgeoises. Cinq ans plus tard, il rejoignit finalement Bertelsmann à Gütersloh,,. Rabe fut nommé directeur financier le 1er janvier 2006. Jusqu’en 2008, il fut en même temps responsable du Bertelsmann Music Group. Rabe négocia aussi entre autres le rachat des parts du Groupe Bruxelles Lambert, ce qui empêcha l’introduction en bourse de Bertelsmann. Le groupe fonda également son propre fonds d’investissement appelé Bertelsmann Digital Media Investments. Rabe organisa plus tard le retour de Bertelsmann sur le marché musical. Son choix de faire participer Kohlberg Kravis Roberts & Co. à BMG Rights Management se révéla une décision importante pour l’évolution ultérieure.
Le nom de Rabe circula pendant un temps comme futur président-directeur général de l’entreprise de médias ProSiebenSat.1 Media et de la société holding Franz Haniel & Cie., mais il resta finalement chez Bertelsmann,. Après l’annonce de la démission de Hartmut Ostrowski de son poste de président-directeur général en 2011, Rabe pris sa succession le 1er janvier 2012,. Avec sa nomination, Bertelsmann opéra aussi un changement stratégique pour atteindre une plus forte croissance,,. Sous la nouvelle direction, Bertelsmann renforça sa présence au Brésil, en Chine et en Inde. Signe visible de cette réorientation, ces activités furent concentrées dans le domaine d’activité Bertelsmann Investments. Rabe réussit également à fusionner Penguin Books avec Random House pour créer la plus grande maison d’édition au monde et à racheter les parts restantes de Gruner + Jahr,. Il développa l’enseignement pour en faire un pilier supplémentaire des activités du groupe,, qui porte aujourd’hui le nom de Bertelsmann Education Group. Il rassembla les imprimeries au sein du Bertelsmann Printing Group. Jusqu’en 2016, il porta ainsi à huit le nombre de domaines d’activité,.
Le contrat de Rabe en tant que président-directeur général de Bertelsmann court jusqu’en 2021,. En tant que président du conseil d’administration, il supervise le RTL Group et possède un siège au conseil d’administration de Penguin Random House,. Rabe a également été président du conseil de surveillance de Symrise et est actuellement vice-président du conseil de surveillance d'Adidas,.